# Oberonia
Genre
Classification phylogénétique
Oberonia est un genre de plantes épiphytes de la famille des Orchidaceae.

## Liste d'espèces
- Oberonia disticha
- Oberonia equitans (G.Forst.) Mutel
- Oberonia heliophila Rchb.f.
- Oberonia falcifolia Schltr.
- Oberonia huensis Aver.
- Oberonia insectifera Hook.f.
- Oberonia oblonga R.S.Rogers
- Oberonia padangensis Schltr.
- Oberonia setigera Ames
- Oberonia wappeana J.J.Sm.

## Galerie

Quelques planches descriptives d'orchidées Oberonia présentes en Australie, Orchids of far north-eastern Queensland (1995-2003), illustrations de Lewis Roberts.
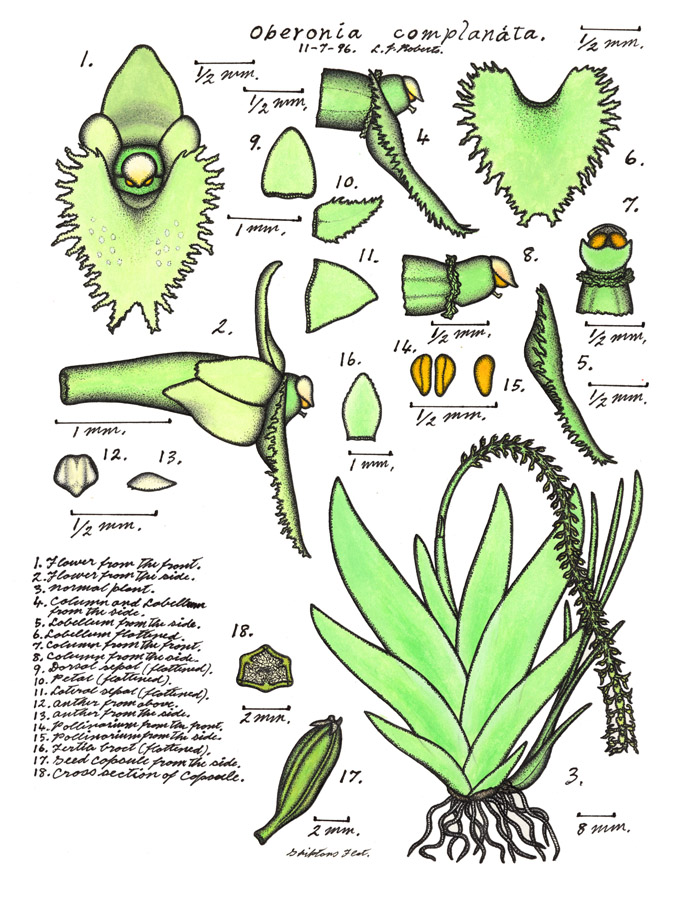
Oberonia complanata
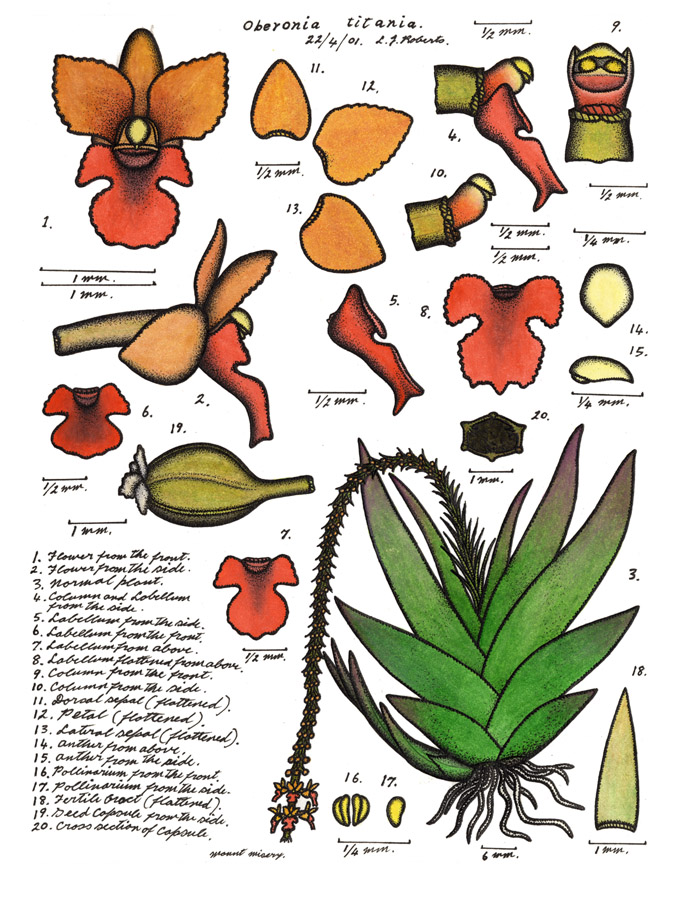
Oberonia titania